# Dacus apoxanthus
Dacus apoxanthus är en tvåvingeart som beskrevs av Mario Bezzi 1924. Dacus apoxanthus ingår i släktet Dacus och familjen borrflugor. Inga underarter finns listade i Catalogue of Life.